# Japanische Badmintonmeisterschaft 1996
Die Japanische Badmintonmeisterschaft 1996 fand vom 5. bis zum 10. November 1996 in Moriguchi statt. Es war die 50. Austragung der nationalen Titelkämpfe im Badminton in Japan.

## Medaillengewinner
| Disziplin    | Gold                         | Silber                       | Bronze                            |
| ------------ | ---------------------------- | ---------------------------- | --------------------------------- |
| Herreneinzel | Takahiro Suka                | Hidetaka Yamada              | Shinji Ōta                        |
| Herreneinzel | Takahiro Suka                | Hidetaka Yamada              | Fumihiko Machida                  |
| Dameneinzel  | Takako Ida                   | Yasuko Mizui                 | Noriko Nakayama                   |
| Dameneinzel  | Takako Ida                   | Yasuko Mizui                 | Kanako Yonekura                   |
| Herrendoppel | Takuya Katayama Yuzo Kubota  | Shinji Ōta Takuya Takehana   | Koji Miya Eiji Takahashi          |
| Herrendoppel | Takuya Katayama Yuzo Kubota  | Shinji Ōta Takuya Takehana   | Seiichi Watanabe Fumihiko Machida |
| Damendoppel  | Yoshiko Iwata Haruko Matsuda | Aiko Miyamura Akiko Miyamura | Yasuko Mizui Hisako Mizui         |
| Damendoppel  | Yoshiko Iwata Haruko Matsuda | Aiko Miyamura Akiko Miyamura | Chikako Nakayama Takae Masumo     |
| Mixed        | Norio Imai Haruko Matsuda    | Koji Miya Tomomi Matsuo      | Tatsuya Hirai Izumi Kida          |
| Mixed        | Norio Imai Haruko Matsuda    | Koji Miya Tomomi Matsuo      | Shinobu Sasaki Atsuhito Kitani    |